# Kryštof z Althannu
Kryštof z Althannu (německy Christoph von Althann, 1529, Heitzing im Haspelwald - 10. prosince 1589, Vídeň) byl rakouský šlechtic.

## Kariéra
Kryštof z Althannu zastával funkci komorního rady u dvora císaře Maxmiliána II. a později byl jmenován prezidentem dvorské komory za císaře Rudolfa II.